# Dendrobium militare
Dendrobium militare là một loài thực vật có hoa trong họ Lan. Loài này được P.J.Cribb mô tả khoa học đầu tiên năm 1996.